# Tatort: Unter Gärtnern

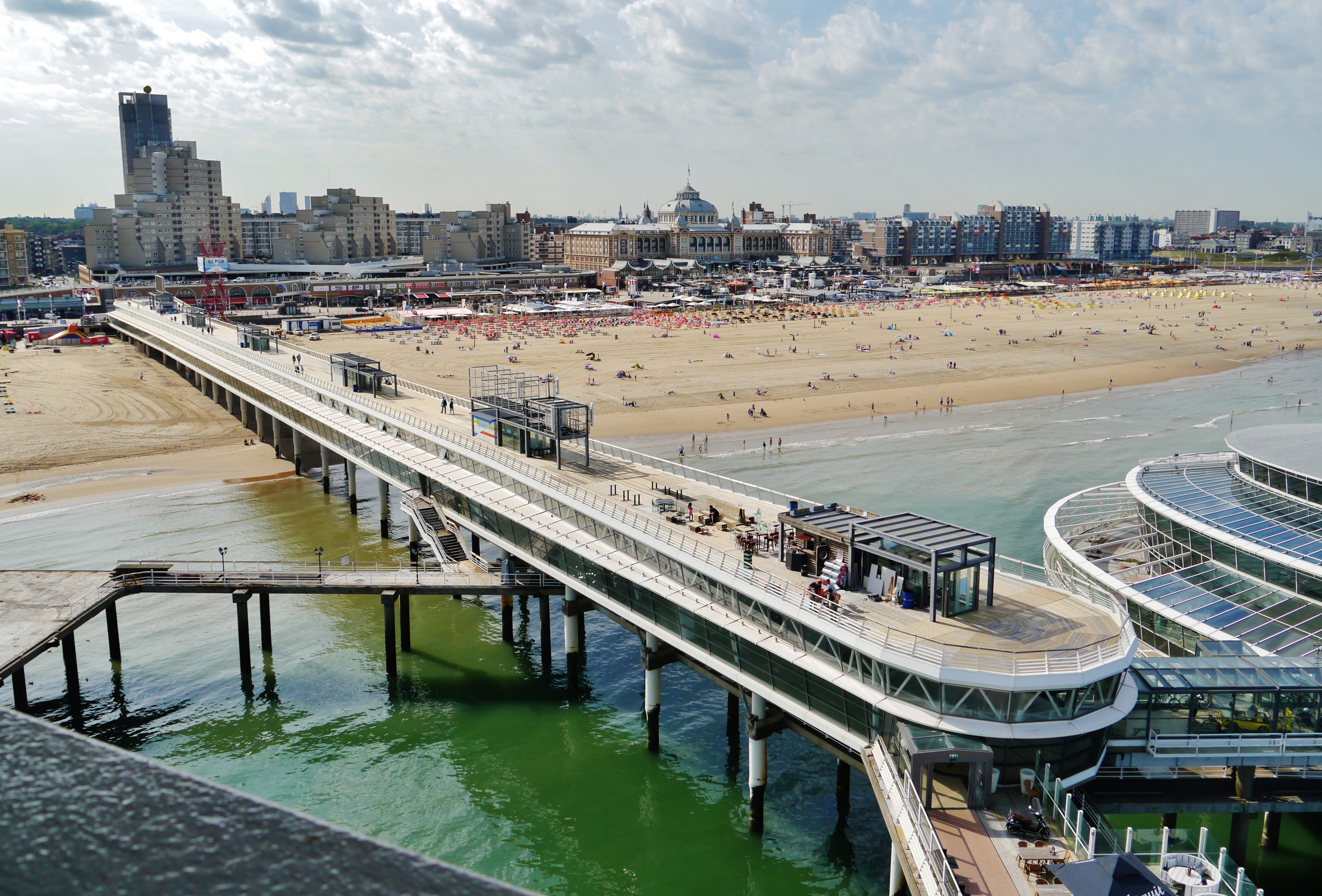
Auf der Seebrücke in Scheveningen verübt in der Anfangssequenz die Geheimdienstagentin Heidi Veith alias Sabine Schmidt den tödlichen Anschlag auf den niederländischen Waffenhändler Hugo van Loom

Unter Gärtnern ist ein Fernsehfilm aus der Krimireihe Tatort. Der vom WDR produzierte Beitrag ist die 1265. Tatort-Episode und wurde am 17. März 2024 im SRF, im ORF und im Ersten ausgestrahlt. Das Münsteraner Ermittlerduo Thiel und Boerne ermittelt in seinem 45. Fall.

## Handlung
Der Historiker Prof. Dr. Ulrich Winer folgt heimlich Sabine Schmidt, seiner platonischen Freundin aus der Kleingartenanlage, auf einem Ausflug nach Scheveningen. Er beobachtet, wie sie als gebrechliche Frau verkleidet einen Mann mit einer Injektion aus ihrem Gehstock lähmt, ins Meer stößt und dieser ertrinkt. Als er sie am nächsten Tag damit konfrontiert, tätigt sie kurz danach einen Anruf, in dem sie einem Unbekannten mitteilt, dass ihre Tarnung aufgeflogen sei, und zerstört dann die SIM-Karte ihres Mobiltelefons. Später bricht sie vor ihrer Behausung in der Kleingartenanlage tot zusammen. Als Hauptkommissar Frank Thiel dort zwei tote Eichhörnchen entdeckt, die Schmidt noch füttern wollte, nimmt Prof. Boerne von einer zunächst vermuteten natürlichen Todesursache Abstand. 
Schmidt hatte viele Reisen unternommen und Winer jeweils eine Ansichtskarte geschickt. Nachts hatte sie in einer Tankstelle gearbeitet. Thiel wird durch Videoaufnahmen eines Überfalls und Schmidts Überwältigung des Räubers klar, dass ihre Fähigkeiten auf eine professionelle Ausbildung im Nahkampf hindeuten. Zudem finden sich von ihr keine Melde- oder Sozialversicherungsdaten.
Schmidts Nachbarn in der Kleingartenanlage werden von Thiel und Kommissar Mirko Schrader befragt. In Schmidts Garten entdeckt Boernes Mitarbeiterin Haller Giftpflanzen. Beim Graben unter einem verdächtigen Gemüsebeet finden Boerne und Haller ein Skelett, das als das des vor 30 Jahren verschwundenen Polizisten Horst Steenkamp identifiziert wird. Dieser war als „roter Bulle“ (Polizist mit kommunistischer Gesinnung) auch Thiels Vater und Staatsanwältin Klemm bekannt.
Die Eisverkäuferin Olga Ledowaja findet an der Windschutzscheibe ihres regelmäßig an der Kleingartenanlage stehenden Verkaufsfahrzeugs eine chiffrierte Nachricht, welche den Zugangscode zu einem Schließfach enthält. Dem Schließfach entnimmt sie eine Tasche mit einem Richtmikrofon.
Thiel entdeckt in Schmidts Laube eine geheime Kammer. Bevor er sie untersuchen kann, wird er von einer schwarzgekleideten Gestalt niedergeschlagen. Diese entwendet aus der Kammer einen Laptop und flieht. Winer stößt auf den bewusstlosen Thiel und findet in dem versteckten Raum eine an ihn adressierte Abschiedspostkarte von Schmidt, auf der steht, er solle ihre Geschichte schreiben und hätte dazu alles, was er brauche. Als Winer am nächsten Tag Schmidts Ansichtskarte aus Scheveningen erhält, vermutet er, dass die Ansichtskarten verschlüsselte Botschaften zu Schmidts Aktionen an den verschiedenen Orten enthalten. Ledowaja hört Winer ab, als er Thiel davon berichtet (im Friedenssaal, Rathaus Münster). Sie bricht darauf in Winers Gartenhaus ein und stiehlt die dort angehefteten Ansichtskarten, kurz bevor auch Winer und Thiel eintreffen. Sie können die Eisverkäuferin verfolgen und festsetzen.
Unter der Briefmarke einer Ansichtskarte entdeckt Boerne das Microfiche eines Fotos, das die Außenminister Hans-Dietrich Genscher und Eduard Schewardnadse während eines Vorbereitungstreffens zum Zwei-plus-Vier-Vertrag am  18. Juni 1990 in Münster zeigt. Hinter den beiden steht Steenkamp mit gezogener Dienstwaffe bereit zum Attentat und bemerkt offensichtlich nicht, dass die neben ihm stehende Schmidt ihre Waffe auf ihn gerichtet hat. In der geheimen Kammer der mutmaßlichen CIA-Agentin finden sich auch Steenkamps Pistole und Schmidts Ausweis auf den Namen Heidi Veith. Sie hielt sich von 1986 bis 1988 in den USA auf und tauchte 1990 unter. Weitere Ansichtskarten stehen im Zusammenhang mit Liquidierungen von Terroristen. Der in Scheveningen getötete Mann war ein den Iran, China und Nordkorea beliefernder Waffenhändler. Boerne untersucht bei der Obduktion auch Veiths Gehirn, welches stark zerstört ist, und glaubt beweisen zu können, dass sie durch eine geheime Mikrowellen-Waffe getötet wurde, die auch das Havanna-Syndrom ausgelöst hatte.
Ledowaja gelingt es während einer Unterbrechung ihres Verhörs, in dem sie als offensichtlich gewiefte Geheimagentin jegliche Aussage zum Sachverhalt umgeht, Boerne als Geisel zu nehmen und das Microfiche zu verschlingen. Sie wird zunächst überwältigt, kurz darauf aber von einer Gruppe Vermummter befreit, welche danach die untersuchten Körper aus der Rechtsmedizin entwenden, die Akten zu diesem Fall verfälschen und auch den Inhalt der auf den anderen Ansichtskarten versteckten Microfiches mittels einer Art Bluetooth-Signal, gesendet aus einem zu Thiel gebrachten Paket, zerstören. Als Polizisten den Eiswagen auf einer Landstraße anhalten, brechen sie durch Strahlung aus einer in der Eis-Werbeplastik auf dem Autodach versteckten Mikrowellen-Waffe bewusstlos zusammen. Ledowaja und ihre Komplizen entkommen.

## Hintergrund
Der Film wurde vom 5. September 2023 bis zum 6. Oktober 2023 in Münster, Köln und Umgebung sowie in den Niederlanden gedreht. Eine ursprüngliche Idee, den damaligen KGB-Offizier Wladimir Putin als Schewardnadse-Attentäter darzustellen, verwarf das Produktionsteam nach dem russischen Überfall auf die Ukraine.
Zur Filmmusik gehören Ausschnitte aus dem Album Wish You Were Here von Pink Floyd, das Winer zu Anfang des Films in seiner Kleingartenlaube hört, und das Lied Just Can’t Get Enough von Depeche Mode während der Verfolgungsjagd von Thiel auf Ledowaja.

## Rezeption

### Kritiken
Oliver Armknecht vergab auf film-rezensionen.de sieben von zehn Punkten: Die Folge sei „mal wieder ein besonders alberner Fall aus Münster. Aber einer, der tatsächlich Spaß [mache].“ Rätseln werde zur Nebensache, hier werde das Absurde zelebriert.

„Wie die Ermittler dem Geheimnis, von dem die Zuschauer längst mehr wissen (und das natürlich doch noch unerwartete Wendungen hat), auf die Schliche kommen, ist auch deshalb so amüsant, weil die mutwillige Plot-Karambolage, in der die große Welt des Agententhrillers auf eine kleinbürgerliche Laubenmentalität kracht, bis in die vielen gewitzten Mini-Nebensträngen  [sic] hinein temporeich inszeniert ist.“

### Einschaltquoten
Die Erstausstrahlung von Unter Gärtnern am 17. März 2024 wurde in Deutschland von 12,73 Millionen Zuschauern gesehen und erreichte einen Marktanteil von 41,1 % für Das Erste. Unter allen Münster-Folgen lag diese Ausgabe nach der Erstausstrahlung bei den Zuschauerzahlen auf Platz 16 von 45, beim Marktanteil auf Platz 2.